# Pareumelea
Pareumelea là một chi bướm đêm thuộc họ Geometridae.